# Crveni luk
Crveni luk (obični luk, pravi luk, kapula, lat. Allium cepa) biljka je iz porodice Amaryllidaceae, nekada u porodici Alliaceae. Srodna je češnjaku, poriluku i vlascu. Upotrebljava se u kulinarstvu i medicini
Pojam luk, kada je vezan za biljku koristi u imenu mnogih vrsta iz roda Allium, ali samo ime "luk" bez pridjeva obično se odnosi na Allium cepa.
Biljna vrsta Allium cepa poznata je samo kao kultivirana biljka, ali njezini divlji srodnici u prirodi se pojavljuju u središnjoj Aziji. Među najsrodnijim vrstama u prirodi smatraju se Allium vavilovii Popov & Vved. i Allium asarense R.M. Fritsch & Matin iz Irana, makar neki autori ističu mogućnost da su te vrste nastale sjemenskim uzgojem već kultiviranih sorti.
Crveni luk je prebogat sastojcima za zdravlje srca. Luk je od davnine poznat i priznat prirodni antibiotik i antipiretik. Ta svojstva rezultat su sinergijskog djelovanja vitamina C, kvercetina i izotiocijanata. Luk je stoga posebno poželjna namirnica u razdoblju prehlada i gripe, a nekoliko studija ta je svojstva luka dovelo u pozitivnu vezu s olakšavanjem simptoma osteo i reumatoidnog artritisa te alergijskog rinitisa i astme.

## Sastav
Lukovice sadrže 8-14% šećera (fruktoza, saharoza, maltoza, inzulinski polisaharid), bjelančevine (1,5-2%), vitamine (askorbinska kiselina), kvercetin flavonoide, enzime, saponine, mineralne soli kalija, fosfora, željeza itd.

### Vitamini mg/100g
- B 1 0,026-0,048
- B 2 0,013-0,019
- B 5 0,10-0,13
- B 6 0,131-0,214
- B 9 24-53
- C    8-10
- Beta karotin 10-49 mkg/100g

### Makroelementi mg/100 g
- Kalij 148-214
- Kalcij 26,6-31,0
- Silicij   5
- Magnezij 12,2-14
- Natrij    2-4,3
- Sumpor    65-95
- Fosfor    32-58
- Klor      25

### Mikroelementi mkg/100 g
- Aluminij 400
- Rubidij   476
- Bor       200
- Željezo 0,8 mg/100g
- Jod     2,2-3,1
- Bakar   85-90
- Fluor   31
- Selen   0,500[5]

## Uporaba u narodnoj medicini
Afrička narodna medicina: 
U jugoistočnom Maroku luk se popularno koristi za liječenje
dijabetesa i hipertenzije.
Arapska narodna medicina: 
Luk kombiniran s jajima i sezamovim uljem koristi se za liječenje kašlja i prehlada i za ublažavanje grlobolje. Sok od luka kao kapljice za kapi se koristi za infekciju uha kao i gluhoću.
Ayurveda (jedan od 3 glavna tradicionalna medicinska sustava u Indiji): 
Luk se koristi za ublažavanje kardiovaskularnih poremećaja i kod hemoroida.  Med i luk pomiješani u jednakim količinama koristi se za liječenje kašlja.  Prema knjizi Kart Purkh Singh Khalsa, " Put ayurvedskih biljaka, slavni Yogi Bhajan je jednom rekao: "Rekao sam, u ovom svemiru,u Ayurvedi, osnovnoj metodi liječenja, postoje samo tri stvari: đumbir,češnjak i luk. Nazivaju se Triyajhad, tri korijena. " Ova kombinacija je idealna za probleme s kralježnicom. Smatra se da je sirovi, sjeckani luk biljka „koja liječi sve“ pomlađuje i promiče dugovječnost ako se redovito konzumira. Za groznicu,infuzija luka i tulsi bosiljka kuhana u kokosovom ulju nanosi se na glavu.
Karipska narodna medicina: 
Na Bahamima se prehlada liječi stavljanjem kriške luka u cipelu blizu pete. Luk se koristi s medom za liječenje respiratornih poremećaja poput bronhitisa i katara u Dominikanskoj republici. Na Haitiju se glavobolje olakšava sa stavljanjem narezanog luka na glavu. U Trinidadu dekokt od luka koriste za kašalj, prehladu i tuberkulozu. U Curagaou se zujanje u ušima tretira pomoću komada stavljenog u uho.
Srednjo / južnoamerička narodna medicina: 
U Boliviji jedu luk za liječenje respiratornih poremećaja, bubrežnih poremećaja bubrežnih kamenaca) i problema mokraćnog sustava i kao sredstvo za spavanje i protuupalno. Kandirani luk koristi se za kašalj i respiratorne poremećaje (pertusis). Čaj od luka je također korišten za liječenje respiratornih poremećaja poput laringitisa s gubitkom glasa, u Peruu i
Boliviji. U Nikaragvi sok luka koriste za disajne poremećaje i parazitske infekcije (posebno crijevni paraziti).
Kineska tradicionalma medicina: 
Luk se u kineskoj medicini koristi za regulaciju qi-ja, poboljšanje cirkulacije, za zagrijati tijelo, liječenje respiratornih poremećaje kao stimulans apetita i pomoć pri spavanju. Bol u trbuhu povezana s parazitima može se liječiti pomoću po jedne žlice soka od zelenog luka i sezamovog ulja.Čirevi   se liječe pomoću 2-3 žlice soka zelenog luka sa smeđim šećerom i vrućom vodom dva puta dnevno.
Europska narodna medicina: 
Luk se koristi u talijanskoj tradicionalnoj medicini za zacjeljivanje rana. U Rusiji se za liječenje primjenjuje u octu kuhan luk. Tijekom Drugog svjetskog rata ruski su vojnici koristili luk kao antiseptik. U Španjolskoj se luk koristi za liječenje gluhoće i zujanje u ušima.
Japanska narodna medicina: 
U Japanu se za bolji san rezani luk stavlja pod jastuk.
Moderna zapadna biljna medicina: 
U modernoj biljnoj medicini koristi se luk za hiperkolesterolemiju i hipertenziju.

## Vanjske poveznice
|  | Zajednički poslužitelj ima još gradiva o temi Luk |
|  | Wikivrste imaju podatke o taksonu Luk             |